# Lederia anatolica
Lederia anatolica là một loài bọ cánh cứng trong họ Melandryidae. Loài này được Frivaldszky miêu tả khoa học vào năm 1880.